# Clinton (Iowa)
Clinton è una città e capoluogo della contea di Clinton, Iowa, Stati Uniti. La popolazione era di 26.885 abitanti nel 2010. Clinton, insieme a DeWitt, Iowa (anch'essa situata nella contea di Clinton), prende questo nome in onore del sesto governatore di New York, DeWitt Clinton. Clinton è la città principale dell'area statistica micropolitana di Clinton, che è in accordo con la contea di Clinton. Clinton fu incorporata il 26 gennaio 1857.

## Geografia fisica
Secondo lo United States Census Bureau, ha un'area totale di 38,01 mi² (98,45 km²).

## Società

### Evoluzione demografica
Secondo il censimento del 2010, la popolazione era di 26.885 abitanti.

### Etnie e minoranze straniere
Secondo il censimento del 2010, la composizione etnica della città era formata dal 91,0% di bianchi, il 4,3% di afroamericani, lo 0,4% di nativi americani, lo 0,7% di asiatici, lo 0,0% di oceanici, l'1,1% di altre razze, e il 2,5% di due o più etnie. Ispanici o latinos di qualunque razza erano il 3,3% della popolazione.